# Psylla obunca
Psylla obunca är en insektsart som beskrevs av Yang 1984. Psylla obunca ingår i släktet Psylla och familjen rundbladloppor. Inga underarter finns listade i Catalogue of Life.